# Bruno Huber
Bruno Huber, född 19 augusti 1899 i Hall in Tirol, död 14 december 1969 i München, var en tysk botaniker.
Bruno Huber blev filosofie doktor i Wien 1921, professor vid skogshögskolan i Tharandt vid Dresden 1934 och blev senare professor vid universitetet i München. Huber har utgett uppmärksammade arbeten över silrörens finstruktur, såsom Das Siebröhrensystem unserer Bäume und seine jahreszeitlichen Veränderungen (i Jahrbüher für wissenschaftliche Botanik, 88, 1939) och Elektronmikroskopische Untersuchungen an Siebröhren (i Svensk botanisk tidskrift, 42, 1948; tillsammans med Robert Wilhelm Kolbe), undersökt assimilatströmmen i träden samt utgett översikter i växtfysiologi, såsom Der Wärmehaushalt der Pflanzen (i Naturwissenschaft und Landwirtschaft, 17, 1935), Methoden, Ergebnisse und Probleme der neueren Baumphsiologie (i Berichte der Deutschen botanischen Gesellschaft, 53, 1937) och Pflanzenphysiologie (1941).